# バンブー・涙子のそんぽのホント
『バンブー・涙子のそんぽのホント』（バンブー・るいこのそんぽのホント）は、2009年4月から2013年3月まで文化放送と一部のラジオ放送局で毎週1回放送されていた損害保険のことを紹介するミニ番組である。日本損害保険協会一社提供。

## 概要
損害保険に関する様々な情報を紹介していく番組であり、初期はクイズ形式で損害保険の豆知識を紹介したり損害保険についての講師を無料で招くことができることを紹介したが、2010年以降は損害保険のことを芝居などで紹介した。
このほか、リスナーから損害保険に関する疑問や質問を受け付け、それに答えることもあった。また、放送回によっては損害保険に精通した専門家をゲストに招いて話を聞いたこともあった。

## 司会
- 竹内靖夫
- 吉田涙子

## 放送時間
当項では公式サイトの案内を基に放送状況を解説する。
| 放送局       | 曜日 | 放送時間（JST）     | 備考                                              |
| ------------ | ---- | ------------------- | ------------------------------------------------- |
| 文化放送     | 月曜 | 18時45分 - 18時50分 | 制作局（枠移動前は日曜17時50分 - 17時55分に放送） |
| 北海道放送   | 水曜 | 17時15分 - 17時20分 |                                                   |
| 東海ラジオ   | 土曜 | 10時30分 - 10時35分 | 枠移動前は土曜11時55分 - 12時00分に放送           |
| ラジオ大阪   | 土曜 | 11時55分 - 12時00分 | 枠移動前は土曜10時30分 - 10時35分に放送           |
| 九州朝日放送 | 日曜 | 10時40分 - 10時45分 |                                                   |